# Mykola Melnyk
Mykola Mykolaiovich Melnyk (en ucraniano: Микола Миколайович Мельник; n. 17 de diciembre de 1953 en Stavishche, Kiev - f. 26 de julio de 2013 en Alicante, Comunidad Valenciana) fue un piloto y liquidador ucraniano que participó en las labores de limpieza del reactor n.º 4 de la central nuclear de Chernóbil en 1986.
Por esta misión, le fue concedido el título de Héroe de la Unión Soviética y el premio Igor I. Sikorsky por el servicio humanitario prestado.

## Biografía

### Vida personal
Nació el 17 de diciembre de 1953 y se crio en Stavyshche, entonces parte de la RSS de Ucrania. Tras graduarse en el colegio, trabajó como entrenador deportivo y posteriormente de técnico de telefonía. Posteriormente se trasladaría a Zaporiyia para trabajar en la construcción.
En 1972 haría servicio militar durante dos años en las Fuerzas Armadas Soviéticas.

### Carrera de piloto
En 1979 se graduaría en la Escuela de Aviación Civil (KLUGA) en Kremenchuk y posteriormente trabajaría como piloto civil en varias localidades. Más tarde  continuaría su formación en el Departamento de Kremenchuk del Instituto Politécnico de Járkov y la Academia de Aviación Civil de Leningrado.
En 1984, tras graduarse como piloto de pruebas, empezaría a trabajar para la empresa Kamov, Feodosia.

### Operación Igla
Tras el desastre de Chernóbil, fue destinado a Prípiat para trabajar en las labores de limpieza. Los niveles altos de radiación en torno al reactor n.º 4 supusieron un serio obstáculo para los equipos de liquidadores que debían de despejar trabajar en los tejados del reactor afectado. Sin embargo, el equipo de helicópteros lo tuvo más fácil en comparación. La labor de estos consistía en cubrir los restos del núcleo con sacos de arena y plomo así como tomar fotografías y realizar mediciones de la radiación en la atmósfera.
Al igual que los demás pilotos, Melnyk era un piloto con experiencia. Realizó cuarentayséis viajes en cincuentaydós horas. A uno de esos vuelos se le denominó: "Operación Igla" (Aguja en ruso), el cual tuvo lugar el 19 de junio de 1986 cuando debía instalar una sonda de 18 metros con la que medir la radiación al mismo tiempo que debía pilotar el helicóptero de manera precisa. Esta operación fue descrita como extremadamente difícil y fue "como colocar una aguja en un punto exacto". Para ello necesitó tres oportunidades hasta que consiguió insertar la "aguja" en el reactor.
De acuerdo con el libro de memorias del Museo Nacional de Chernóbil, Melnyk estuvo realizando tareas de liquidador desde el 20 de mayo de 1986 hasta el 9 de septiembre de 1986. En consecuencia, en 1994 tuvo que someterse a dos operaciones por problemas de salud atribuidas al estar expuesto a la radiación.

### De Ucrania a España
Tras su regreso de Chernóbil, continuó trabajando como piloto de pruebas en Kamov hasta 1992, un año después de producirse la independencia de Ucrania de la Unión Soviética. La instalación en la que trabajaba se reorganizó como un centro de investigación aparte del de Kamov de nombre Vertolit.
Tiempo después, Melnyk cofundaría una compañía de transporte aéreo subcontrata de DHL y UPS con sede en Kiev que operaba con aviones Antonov An-24 y helicópteros Kamov. Sin embargo, el negocio no resultó serle rentable.
En 1995, la aerolínea española: Helicópteros del Sureste contacta con Melnyk con el objetivo de adquirir helicópteros de fabricación soviética. Acto seguido se trasladaría a Alicante donde trabajaría como piloto e instructor.
A lo largo de los años, entrenaría a veinticinco pilotos y trabajaría además en aviones de combate. En 2006, ya tenía un historial de 13.400 horas de vuelo.
El 26 de julio de 2013 fallece a los 59 años de edad a causa de una leucemia.

## Reconocimiento

### Era soviética
El 6 de octubre de 1987 se le otorgó el título de Héroe de la Unión Soviética bajo decreto del Presidium del Soviet Supremo por su valor y entrega durante la crisis de Chernóbil., Posteriormente recibiría la Orden de Lenin por las mismas razones.

### Premios internacionales
En 1990, la Helicopter Association International  le haría entrega del premio Igor I. Sikorsky al Servicio Humanitario por su contribución a la hora de salvar vidas en casos de necesidad. Dicho premio reconoce los esfuerzos de Melnyk como liquidador en Chernóbil. Aparte, el comité del organismo, también le reconoce como "representante de todos los pilotos valientes que participaron para mitigar las consecuencias del desastre".
También recibió reconocimiento por parte de la Casa Real Española por su lucha contra los incendios.